# Nicola Rodigari
Nicola Rodigari (Tirano, 7 november 1981) is een Italiaans shorttracker.

## Carrière
In 2006 werd Rodigari Europees kampioen. Tijdens de Olympische Winterspelen in 2006 (Turijn) werd hij zevende op de 500 meter en vierde met het Italiaanse aflossingsteam (met Fabio Carta, Yuri Confortola en Nicola Franceschina) op de 5000 meter. Vier jaar eerder had hij in Salt Lake City al de zilveren medaille veroverd op de aflossing.
Tijdens de wereldkampioenschappen in 2006 werd hij zevende in het eindklassement. Bij de WK van 2007 boekte hij zijn beste resultaat, een tweede plaats op de 1500 meter. Ook werd Rodigari vijf keer Europees kampioen shorttrack, te weten in de jaren 2004, 2006, 2007, 2009 en 2010.

## Persoonlijke records
| afstand    | tijd     | datum     | baan            | land |
| ---------- | -------- | --------- | --------------- | ---- |
| 500 meter  | 41,631   | 13-2-2004 | Bormio          | ITA  |
| 1000 meter | 1.27,184 | 11-2-2006 | Turijn          | ITA  |
| 1500 meter | 2.14,870 | 9-11-2001 | Bormio          | ITA  |
| 3000 meter | 4.45,392 | 13-3-2004 | Sint-Petersburg | RUS  |